# ميخائيل فيلدمان (مقدم برامج إذاعية)
ميخائيل فيلدمان (بالإنجليزية: Michael Feldman)‏ هو مقدم برامج إذاعية أمريكي، ولد في 9 مارس 1949 في ميلواكي في الولايات المتحدة.